# Kardon
Kardon (biał. Кардон; ros. Кордон, Kordon) – agromiasteczko na Białorusi, w obwodzie witebskim, w rejonie szumilińskim, w sielsowiecie Mikałajewa. Leży na prawym brzegu rzeki Dźwiny, 30 km na południowy zachód od Szumilina, 72 km od Witebska.
W XIX w. wieś leżała w powiecie lepelskim guberni witebskiej Imperium Rosyjskiego. W 1933 r. w pobliżu wsi odnaleziono pomnik archeologiczny z okresu IX - X w. - osadę waregów (wikingów, normanów). 
W 1905 r. proboszcz parafii w Ule nauczał religii w szkole w Kardonie. Na początku XXI w. przy ul. Winera 5 powstała kaplica NMP Budsławskiej podlegająca pod parafię w Ule. Msza Święta odbywa się w niedzielę o godz. 11:30.